# Hieronymus Schurff
Hieronymus Schurff (São Galo, 12 de abril de 1481 – Frankfurt an der Oder, 6 de junho de 1554) foi um jurista alemão.

## Biografia
Nascido como filho do respeitado médico de St. Gallen e posteriormente prefeito Johann Schurff, ele recebeu uma sólida educação em sua cidade natal. Como seu pai, Hieronymus se tornaria médico e se matricularia na Universidade de Basel. Na Basileia assistiu às palestras de Ulrich Krafft de Ulm, que, no entanto, o inspiraram para o direito. Com Krafft foi para a Universidade de Tübingen em 19 de outubro de 1501, onde obteve o título de mestre em artes em 8 de dezembro de 1501. Em Tübingen, ele fez amizade com Ambrosius Volland, a quem Johann von Staupitz pediu que ele enviasse para a recém-fundada Universidade de Wittenberg em 1502 acompanhado e esteve presente na solenidade de inauguração da universidade no dia 18 de outubro.
Depois que Schurff inicialmente realizou palestras filosóficas sobre Aristóteles com base na interpretação de Johannes Duns Scotus na universidade por 30 florins e suprimento gratuito, ele completou a primeira disputa na faculdade de filosofia. Depois de ser reitor da universidade no semestre de inverno de 1504, ele ingressou na faculdade de direito na primavera de 1505, onde lecionou direito canônico no Liber Sextus e nas Clementinas. Em 1507 foi professor associado, lendo o Codex Corpus iuris civilis e recebendo o título de Doutor em Ambas as Leis (doctor iuris utriusque).
Mais tarde, ele recebeu o título de Conselheiro Eleitoral, foi assessor do Supremo Tribunal da Saxônia e realizou um extenso trabalho como consultor jurídico. Na nova fundação da universidade em 1536 recebeu o cargo de professor titular como o primeiro leigo dos direitos dos Pandectas . Depois que o eleitor saxão perdeu a Batalha de Mühlberg, Schurff fugiu para Frankfurt (Oder), onde já havia sido julgado na década de 1930. Lá ele ensinou até o fim de sua vida.
A importância de Schurff reside sobretudo em sua atitude pessoal em relação à Reforma e a Lutero. Sua reputação como professor e consultor foi amplamente aclamada e ele treinou alunos como Ulrich von Mordeisen, Melchior Kling e outros. Sua Consilia é a única obra conhecida de seu tempo. Como testemunha ocular do surgimento da Reforma, ele próprio aceitou as convicções evangélicas. No entanto, ele também entrou em conflito com Martinho Lutero, quando também queimou simbolicamente os direitos canônicos ao queimar a bula ameaçando a excomunhão. Lutero queria que a lei canônica incluísse o Novo Testamento é tomado como base, o que Schurff viu positivamente, mas ele queria reter os fundamentos mais importantes do sistema jurídico existente. A disputa sobre essa questão, que se arrastou até 1545, terminou com a decisão do eleitor em favor de Lutero.

## Participação no Reichstag em Worms
No entanto, esta disputa não ofuscou a relação entre os dois: Schurff acompanhou Friedrich, o Sábio, à Dieta de Worms em 1521, onde foi seu conselheiro jurídico. Quando Martinho Lutero compareceu perante o Reichstag, ele atuou como seu advogado.
O grupo de excursão iniciou sua viagem de volta de Worms para Wittenberg na sexta-feira, 26 de abril de 1521. Eisenach foi alcançado em 2 de maio via Frankfurt am Main, Friedberg, Grünberg e Hersfeld. Lutero deixou Hieronymus Schurff, Jonas e Petrus Suawe viajarem sozinhos porque queria visitar seus parentes em Möhra.
Schurff também apoiou Philipp Melanchthon quando este teve que lidar com Andreas Bodenstein e Ulrich Zwingli. Eles queriam usar a Lei mosaica para derrubar a ordem legal tradicional.
Schurff era uma personalidade honesta e perspicaz de grande perspicácia, segundo a expressão de Lutero "um jurista perspicaz que ama a justiça". Como conferencista gozava de grande reputação, ainda que suas palestras sofressem com seus compromissos. Schurff alcançou sua maior fama ao frequentar a escola com o maior, a quem então disponibilizou seus conhecimentos jurídicos como apoio em tempos difíceis.
As obras de Schurff foram colocadas postumamente no índice de livros proibidos pela Igreja Católica Romana em 1559 e 1564.

## Literatura
Biografias
- Ernst Landsberg (1891). "Schurff, Hieronymus". In Allgemeine Deutsche Biographie (ADB) (em alemão). 33. Leipzig: Duncker & Humblot. pp. 86–90.
- Georg Gottfried Küster: Nartin Friedrich Seidels Bilder-Sammlung. Berlin 1751. S. 39f., mit Kupferstich
- Schurff oder Schurpffius, Hieronymus. In: Johann Heinrich Zedler: Grosses vollständiges Universal-Lexicon Aller Wissenschafften und Künste. Band 35, Leipzig 1743, Spalte 1675.

Mais literatura
- Walter Friedensburg: Geschichte der Universität Wittenberg. Max Niemeyer, Halle (Saale) 1917.
- Heinz Kathe: Die Wittenberger Philosophische Fakultät 1502–1817 (= Mitteldeutsche Forschungen. Band 117). Böhlau, Köln/Weimar/Wien 2002, ISBN 3-412-04402-4.